# Wolther Wolthers
Wolther Wolthers (Scharmer, 22 augustus 1814 - Ulrum, 21 augustus 1870) was een Nederlandse burgemeester.
Wolthers was een zoon van Johan Diderik Wolthers en Henriette Guilleamine Jeanne Brockes. Hij studeerde rechten aan de Hogeschool in de stad Groningen. Wolthers was vanaf 1845 tot aan zijn overlijden burgemeester van een aantal Groninger gemeentes, vaak in combinatie.
Wolthers trouwde in 1867 met de weduwe Klasina Wierenga (1831-1910). Zij hertrouwde in 1873 met zijn opvolger in Leens, Pieter Abraham de Rochefort.